# Симфония № 6 (Сибелиус)
Симфония № 6 ре минор, опус 104 ― композиция Яна Сибелиуса, завершённая в 1923 году и впервые исполненная 19 февраля того же года Хельсинкским филармоническим оркестром под управлением композитора. Симфония посвящена шведскому композитору и пианисту Вильгельму Стенхаммару. Первую аудиозапись произведения осуществил дирижёр Георг Шнеевойгт 8 июня 1934 года.
Примерная продолжительность композиции ― 25 минут.

## Состав оркестра
Симфония написана для 2 флейт, 2 гобоев, 2 кларнетов, бас-кларнета, 2 фаготов, 4 валторн, 3 труб, 3 тромбонов, литавр и струнных.

## Структура
Произведение состоит из четырёх частей:
- 1. Allegro molto moderato (в дорийском ладу с тоникой ре).

- 2. Allegretto moderato (в дорийском ладу с тоникой соль).

- 3. Poco vivace (в дорийском ладу с тоникой ре).

- 4. Allegro molto (начинается в дорийском ладу и заканчивается в эолийском, с тоникой ре).